# Atractaspis reticulata
Atractaspis reticulata е вид влечуго от семейство Lamprophiidae.

## Разпространение
Видът е разпространен в Габон, Гана, Демократична република Конго, Екваториална Гвинея, Камерун, Нигерия и Централноафриканска република.